# Болівійська астрономічна асоціація
Болівійська астрономічна асоціація (ісп. Asociación Boliviana de Astronomía, ABA) — некомерційна громадська організація, метою якої є сприяння розвитку та поширенню астрономії в Болівії. Емблема асоціації зображає спіральну галактику, карту Болівії і Ворота сонця в доколумбовому болівійському місті Тіаванако, які прикрашені малюнками на астрономічну тематику.

## Історія
Болівійська астрономічна асоціація була заснована відповідно до урядової постанови 28 березня 1969 року після початкового курсу астрономії, що викладався в Астрономічній обсерваторії Вищого університету Сан-Андреса. Її першим президентом був доктор Макс Шраєр, відомий болівійський популяризатор астрономії.
Болівійська астрономічна асоціація має філії в містах Ла-Пас, Потосі, Санта-Крус-де-ла-Сьєрра, Сукре, Тариха, Уруру.

## Діяльність
- Співпраця з національними та міжнародними обсерваторіями.
- Об'єднання людей, які цікавляться астрономією.
- Поширення знань з астрономії серед широкого загалу.

Болівійська астрономічна асоціація займається спостереженнями метеорів, комет, покриттів, планет, археоастрономією. З 1985 року вона організовує Національні астрономічні зустрічі.